# Guipos
Guipos là một đô thị cấp năm ở tỉnh Zamboanga del Sur, Philippines. According to the 2007 census, it has a population of 19.616.

## Các đơn vị hành chính
Guipos, về mặt hành chính, được chia thành 17 khu phố (barangay).
| - Bagong Oroquieta - Baguitan - Balongating - Canunan - Dacsol - Dagohoy - Dalapang - Datagan - Guling | - Katipunan - Lintum - Litan - Magting - Poblacion (Guipos) - Regla - Sikatuna - Singclot |